# Stadio Velodromo Libertas
Lo stadio velodromo Libertas, noto anche come campo sportivo e velodromo Libertas e stadio di via Bellini, era uno stadio di Firenze, sede degli incontri interni dell'Associazione Calcio Fiorentina dal 1926 al 1931.
Inaugurato nel 1922, venne utilizzato dalla Palestra Ginnastica Fiorentina Libertas, società polisportiva che si unì nel 1926 al Club Sportivo Firenze fondando la squadra gigliata; la neonata società utilizzò l'impianto fino al trasferimento, avvenuto cinque anni dopo, nello stadio Giovanni Berta, poi intitolato ad Artemio Franchi.
Costruito in cemento armato, comprendeva una pista di atletica e un velodromo, che venne utilizzato come arrivo per due tappe del Giro d'Italia. La struttura venne demolita negli anni cinquanta, lasciando spazio allo sviluppo edilizio in corso nel quartiere.

## Storia

### Premesse

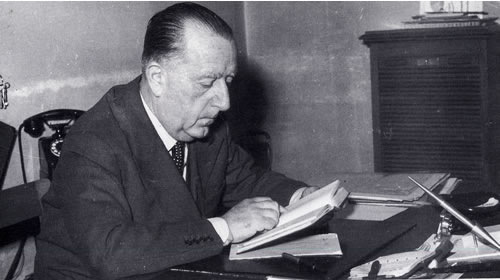
Luigi Ridolfi Vay da Verrazzano

La Palestra Ginnastica Fiorentina Libertas, società sportiva fondata nel 1877, disputava le proprie gare nel prato del "Quercione" presso il parco delle Cascine. Nel 1917 il comune di Firenze decise di vietare a tutti i club fiorentini di giocare a calcio nell'area verde presente sulla destra dell'Arno; la Libertas si vide così costretta a cercare un nuovo impianto; si spostò prima in un campo tra Via Paisiello e il Fosso Macinante nei pressi della linea ferroviaria per Livorno e in seguito a Villa Demidoff.
Alla fine degli anni Venti il marchese Luigi Ridolfi Vay da Verrazzano, presidente della Libertas e membro di una delle più antiche famiglie nobili della città, decise di costruire un nuovo impianto su un terreno situato tra via Vincenzo Bellini e via Maragliano, zona a quel tempo nella periferia della città, dove si trovava una vecchia fornace di mattoni. Venne scelta questa zona perché piazza San Jacopino sarebbe stata facilmente raggiungibile da via della Scala, dove si trovava la vecchia sede, nell'antico refettorio del convento della Basilica di Santa Maria Novella.

### La costruzione e i primi anni

La tribuna "autorità" dello stadio.

I lavori, affidati alla Sas Costruzioni Callisto Pontello, cominciarono il 1º settembre 1920. Il progetto dell'architetto Baldacci prevedeva un anello esterno in cemento, il velodromo, una pista interna in pirite per l'atletica ed il campo di calcio, oltre agli spogliatoi con i locali di servizio annessi. L'impianto venne costruito in cemento armato con sostegni in legno, per un costo di circa 500.000 lire, somma pagata dai soci della Libertas, dei quali faceva parte anche Baldacci. Lo stadio non era dotato di curve, ma esclusivamente di due tribune parallele, una coperta, destinata alle "autorità", ed una con posti esclusivamente in piedi per gli altri tifosi, per una capienza totale di oltre 10.000 spettatori.

L'entrata in campo delle squadre sotto la tribuna "autorità" dell'impianto.

Lo stadio venne inaugurato il 2 aprile 1922, alla presenza delle massime autorità dell'epoca, mentre la prima gara vi si tenne il 18 aprile dello stesso anno, quando si affrontarono la sezione calcio della Palestra Ginnastica Fiorentina Libertas e la Valenzana. Il 16 luglio venne invece disputata la gara di ritorno per i play-out tra l'Inter e la Libertas, che perse l'incontro. Tuttavia, prima del 1926, lo stadio era principalmente famoso come velodromo; inaugurato per questa funzione il 16 luglio 1922, ospitò infatti l'arrivo della terza tappa del Giro d'Italia del 1923, vinta da Costante Girardengo che batté in volata Pietro Linari, e dalla seconda tappa del Giro d'Italia del 1924 conquistata da Federico Gay. Gaetano Belloni vinse qui il Giro d'Italia in pista, su 100 giri pari a 34 km, davanti a Linari, e il "Bellini" fu sede anche di una sfida storica tra Girardengo e Alfonsina Strada, ciclista pioniera della parificazione sportiva tra uomo e donna.

### L'epoca della Fiorentina e l'abbandono

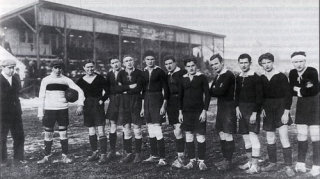
La formazione della Fiorentina in maglia rosso scuro, nel suo primo incontro ufficiale di campionato contro il Pisa sul terreno di Via Bellini.

Con la fusione, il 26 agosto 1926, tra la Palestra Ginnastica Fiorentina Libertas ed il Club Sportivo Firenze, voluta dallo stesso Ridolfi, venne fondata in uno studio notarile l'Associazione Calcio Firenze. Ciò portò all'eliminazione del velodromo e della pista di atletica. Il primo incontro ufficiale della nuova società, valevole per il campionato di Prima Divisione 1926-1927, si tenne nello stadio di via Bellini il 3 ottobre 1926 contro il Pisa, con un risultato finale di 3-1. Il 21 aprile 1927 vi si tenne il primo incontro internazionale dei Gigliati, un'amichevole contro il Lugano FC, mentre il 22 settembre 1929, in un'amichevole con la Roma, la squadra toscana indossò per la prima volta maglie di colore viola, per volontà del marchese Luigi Ridolfi.
Lo stadio di via Bellini venne utilizzato dall'Associazione Calcio Fiorentina come sede per le sue gare casalinghe per cinque campionati, fino al 1931, quando la prima squadra si trasferì allo Stadio Giovanni Berta, rinominato poi Stadio Artemio Franchi. Durante il ventennio fascista, i giovani del circolo fascista Montemaggi continuarono ad usare lo stadio Libertas per le loro attività premilitari. L'impianto continuò comunque ad essere utilizzato dalle squadre giovanili viola. Durante la seconda guerra mondiale, le tribune in cemento armato vennero adibite a rifugio antiaereo. Lo stadio venne poi demolito negli anni cinquanta a causa della favorevole locazione del campo nel contesto urbano della città, lasciando spazio allo sviluppo edilizio in corso nel quartiere; nel punto in cui sorgeva il "Bellini" sorsero un caseggiato e via Claudio Monteverdi. Il primo Ottobre 2016, nell'ambito dei festeggiamenti per i 90 anni della Fiorentina, è stata apposta una targa in via Bellini proprio nel punto in cui sorgeva il "Bellini".